# Сирень сетчатая
Сирень сетчатая (Японская), или Трескун японский (Syringa reticulata; кит. 暴马丁香 bao ma ding xiang ; яп. ハシドイ) — вид цветковых растений семейства Маслиновые (Oleaceae).. Родиной сирени японской является Северная Япония. Наиболее пышно она развивается в лиственных лесах по склонам гор на островах Хондо и Хоккайдо, где достигает большой высоты. В культуре с 1876 года.

## Ботаническое описание
Это небольшое лиственное дерево, эндемик Японии, которое может достигать высоты 12 метров, редко до 15 и более метров, со стволом до 30, редко до 40 см в диаметре. Это самый большой вид сирени, и единственный, который регулярно выглядит небольшим деревом, а не кустом. Листья эллиптически-острые, 2.5—15 см длины и 1—8 см ширины, с цельным краем и шероховатой текстурой с несколькими выраженными жилками. Цветки белые или кремово-белые, венчик с трубчатым основанием 4—6 мм длины и сильным ароматом; цветки собраны в широкие метелки 5—30 см длиной и 3—20 см ширины. Цветет в начале лета. Плод сухая, гладкая коричневая коробочка (15—25 мм в длину), разделяющаяся на две части, чтобы освободить два крылатых семени.
Цветет в июне — июле, плоды созревают в сентябре — октябре. Зацветает трескун японский на 4—6 дней позже сирени амурской. В отдельные годы сроки цветения совпадают, но цветение бывает продолжительнее. Кора многолетней древесины более темного фуксиново-фиолетово-бурого тона. 

В условиях средней полосы удовлетворительно зимует и переносит засуху. Хорошо цветет и плодоносит в Москве, Казани, Горьком, Ленинграде, на Украине, в Белоруссии, прибалтийских республиках. Профессор Н. К. Вехов отмечает пониженную зимостойкость сирени японской, которая в суровые зимы 1939/40 и 1941/42 гг. в условиях Лесостепной опытной селекционной станции сильно обмерзала. В условиях же Московской области при более равномерной обеспеченности влагой в течение вегетационного периода сильного повреждения надземной части не наблюдалось. Зимостойка в условиях Прибалтики, Горького и Ленинграда…Семена этого вида в 1876 г. из Японии были вывезены в Северную Америку. В Никитском ботаническом саду выращивается с 1935 г. Здесь в большей степени, чем сирень амурская, страдает от недостатка влаги. Причем пышного цветения и плодоношения не наблюдается. В ботаническом саду Ленинграда и в дендрарии Лесотехнической академии выращивается с конца XIX столетия…
Сирень сетчатая отличается разнообразием и по своим основным признакам делится на два подвида, которыми являются произрастающая на материковой части Азии сирень сетчатая амурская (subsp. amurensis) и произрастающая в Японии и на Сахалине сирень сетчатая японская (subsp. reticulata). Различия между подвидами незначительны и они оба хорошо приживаются даже в Финляндии. Растения северного происхождения способны успешно выживать вплоть до широты города Оулу.
Растение получило народное название «трескун» за то, что сырые дрова горят с сильным треском, разбрасывая искры и угли на несколько метров.

## Ареал
Растение родом из восточной Азии: обитает на севере Японии (преимущественно Хоккайдо), на севере Китая (Ганьсу, Хэбэй, Хэйлунцзян, Хэнань, Гирин, Ляонин, Внутренняя Монголия, Нинся, Шэньси, Шаньси, Сычуань), Корея и Дальний Восток России (Приморье).

## Подвиды
Различают три подвида:
- Syringa reticulata subsp. reticulata, также syn. S. amurensis var japonica (Maxim.) Franch et Sav.- Ligustrina japonica (Maxim.) L.Henry[11] — Япония, южная гряда Курильских островов.
- Syringa reticulata subsp. amurensis (Rupr.) P.S.Green & M.C.Chang (syn. S. reticulata var. mandschurica (Maxim.) H.Hara) — Северо-Восточный Китай, Корея, южно-дальневосточный регион России.
- Syringa reticulata subsp. pekinensis (Rupr.) P.S.Green & M.C.Chang — Северо-Центральный Китай. Он имеет очень четкую красновато-коричневую шелушащуюся кору.

Сирени амурская, сетчатая (или японская) и пекинская сравнительно морозостойки (до минус 34 °C), но недостаточно засухоустойчивы.

## Значение и использование

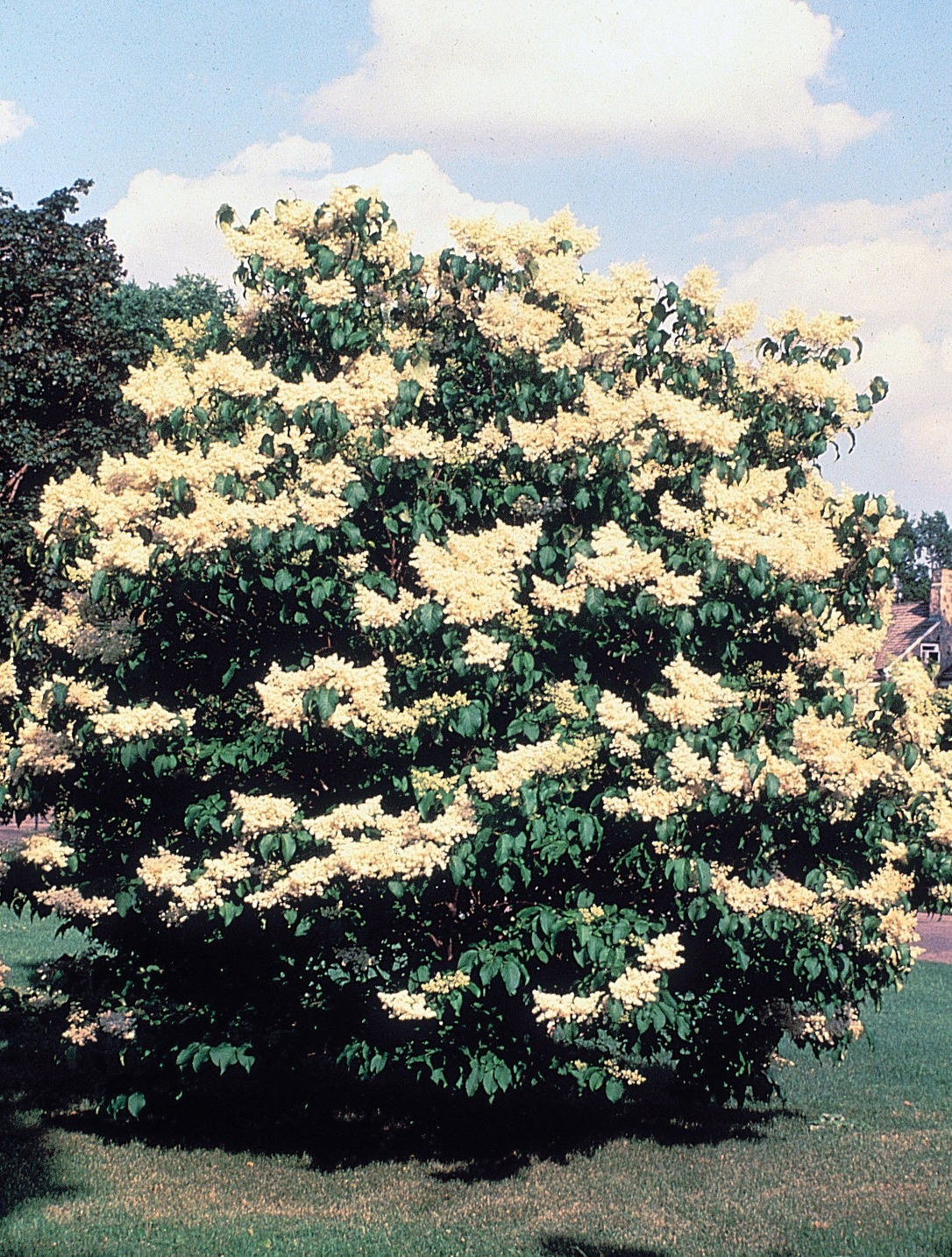
Syringa reticulata растущая в саду

Растение выращивают как декоративное дерево в Европе и Северной Америке Прекрасный материал для озеленения промышленных городов. Зацветает при посеве семян на 8-й год.
У достаточно эффектного и редкого вида сирени сетчатой можно отметить два сорта: «City of Toronto»(«Сити оф Торонто») и «Ivory Silk»(«Айвори Силк»). Наиболее известный сорт сирени сетчатой «Айвори Силк» (это низкая сирень) порадует насыщенными кремово-белыми соцветиями, а «Сити оф Торонто» — цвета слоновой кости.